# Brigitte Affidehome Tonon
Brigitte Affidehome Tonon, est une ancienne basketteuse, chercheuse et auteure béninoise. Elle est  la première femme en Afrique à entraîner une équipe masculine de basket-ball à partir des éliminatoires régionales du Championnat d'Afrique masculin  2017.  

## Biographie

### Enfance et Education
Tonon est en 2017 secrétaire général de la Fédération Béninoise de Basketball (FBBB), son géniteur s'appelle Pierre Coffi Tonon. Titulaire d'un doctorat en physiologie de l'exercice de l'Université d'Abomey-Calavi (UAC).

### Carrière
En 2017, elle est nommée entraîneuse  de l'équipe masculine du Bénin qu'elle dirige pendant les éliminatoires du Championnat d'Afrique masculin  2017 à Cotonou où elle conduit l'équipe vers une victoire de 69-61 contre le Burkina Faso,. Tonon est aussi une institutrice et travaille en tant qu'entraîneur à l'Institut sportif du Bénin.    